# Pekan Bahapal
Pekan Bahapal är en ort i Indonesien.   Den ligger i provinsen Sumatera Utara, i den västra delen av landet, 1 300 km nordväst om huvudstaden Jakarta. Pekan Bahapal ligger 1 000 meter över havet och antalet invånare är 40 000.
Terrängen runt Pekan Bahapal är huvudsakligen platt. Pekan Bahapal ligger uppe på en höjd. Pekan Bahapal är den högsta punkten i trakten. Runt Pekan Bahapal är det tätbefolkat, med 476 invånare per kvadratkilometer. Det finns inga andra samhällen i närheten. I omgivningarna runt Pekan Bahapal växer i huvudsak städsegrön lövskog.